# Kukačka černobílá
Kukačka černobílá (Clamator jacobinus) je druh kukačkovitého ptáka, který se vyskytuje v Indii a jižní Africe. V Indii je dokonce tento druh používán i jako "funkční" předzvěst období monzunů. Mimo jiné se v indické mytologii vyskytuje pták chatak, který se nápadně kukačce černobílé podobá. Existují tři poddruhy, které se liší především oblastí rozšíření; C. j. jacobinus, C. j. pica a C. j. serratus.

## Popis

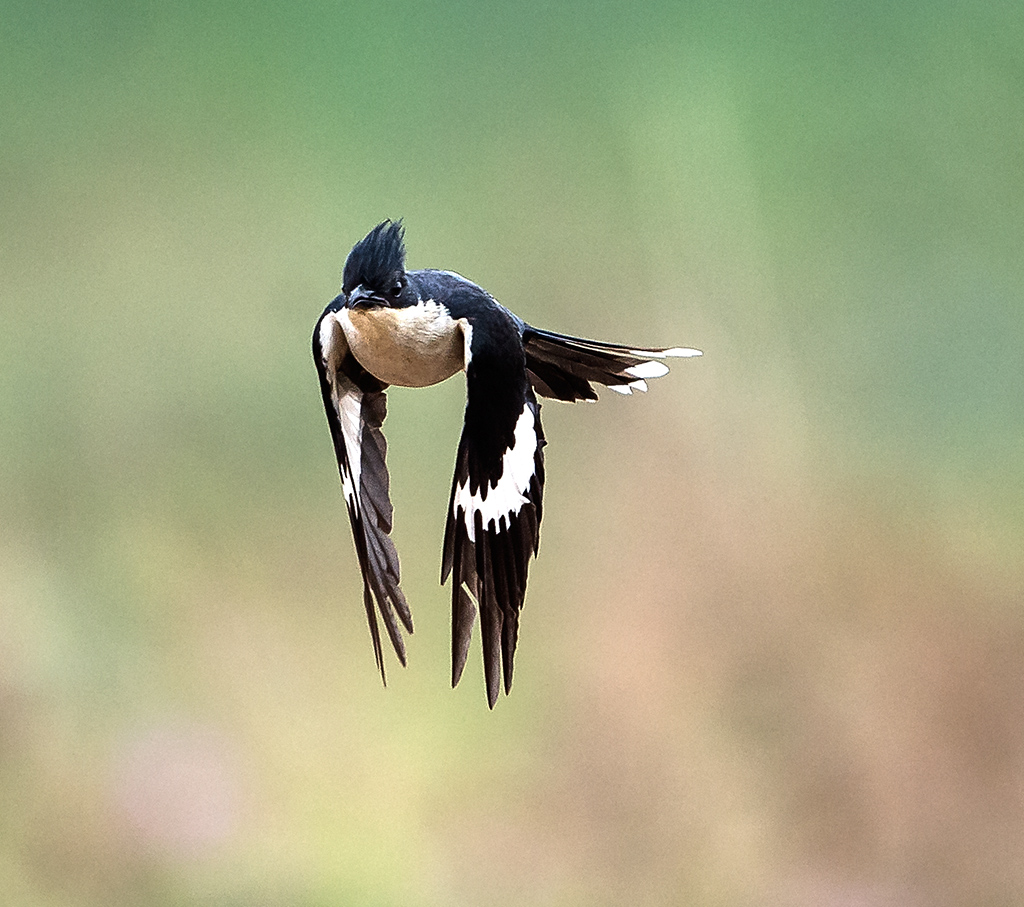
Kukačka černobílá za letu

Kukačka černobílá je druh středně velkého, štíhlého a černobíle zbarveného ptáka s výraznou chocholkou na hlavě. Jedná se o nezaměnitelný druh s téměř celočernými křídly, která zdobí jen horizontálně umístěný sněhově bílý pruh. V období rozmnožování jsou kukačky černobílé velmi hlasité. Vydávají zvuky podobné pískání nebo rychlému „piu-piu“.
Co se týče výskytu jednotlivých poddruhů, pak je lze poměrně dobře rozeznat. Poddruh C. j. serratus (Sparrman, 1786) bychom přes léto našli v severní Indii a v zimě v jižní Africe, migrují tedy jen na podzim.

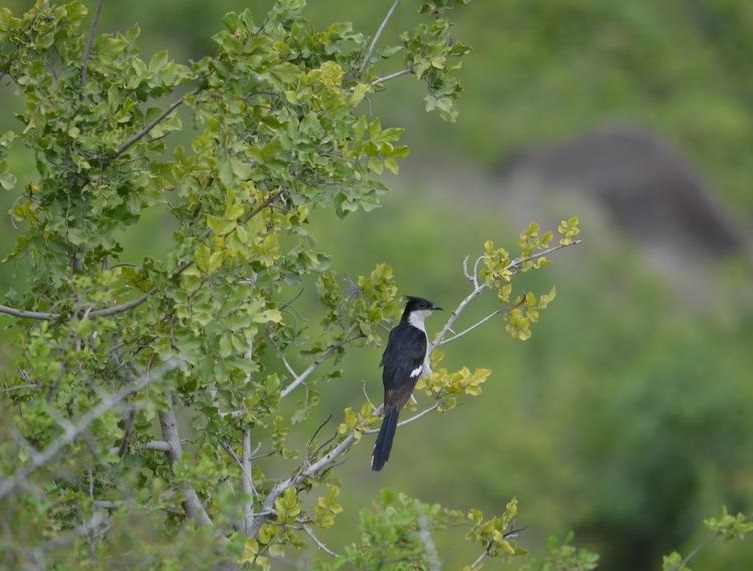
Dospělý jedinec v Maháráštře

V jižní Africe bychom pak našli zbývající dva poddruhy: C. j. jacobinus, C. j. pica. Na rozdíl od prvního zmíněné poddruhu, tyto dva střídají ročně dva šaty (první poddruh má celoročně pouze jeden šat). První šat jsou světlé až bílé dolní partie a bílý pruh na křídle, přičemž zbytek těla je černý, a druhý šat představuje pouze pruh na obou křídlech, dolní parie jsou černé.
V minulosti byly navrženy další africké poddruhy, jako například hypopinarus nebo Caroli, ty se ale běžně v literatuře neuvádějí a většina biologů je ani neuznává.

## Výskyt
Kukačka černobílá se vyskytuje od Sahary až po jižní Himálaj. Je možné ji nalézt i na území Srí Lanky a Myanmaru. Jedinci v jižní Africe vyhledávají především vlhké tropické podnebí, sekundárně i tropické suché. Východoafrická populace je stěhovavá a během dubna se přesouvá přes jižní Arábii do Indie. Tomuto druhu vyhovují především suché křoviny, otevřené lesy apod. Vyhýbají se hustým lesům nebo extrémně suchým prostředím.

## Ekologie
V období hnízdění ptáci sedí na větvích a hlasitě volají, nebo se se svými partnery honí. V Africe byly zaznamenány případy, kdy si sameček namlouval samičku pomocí jídla. Kukačky jsou typickými představitelkami hnízdního parazitismu. V Indii jsou nejčastějšími hostiteli hnízda timálií z rodu Turdoides (například timálie žlutozobá nebo timálie stračí). Timálie jsou častou obětí kvůli shodné barvě vaječné skořápky u nich a parazitujících kukaček; jejich vejce jsou totiž tyrkysově modrá. Velikost vajec je podobná, u kukaček možná mírně větší. V Africe jsou nejčastějšími hostiteli bulbulové zahradní, kapští, timálie akáciové nebo ťuhýci afrotropičtí. Kukačky ale využívají hnízda podle možností. Kukačka černobílá naklade, většinou v dopoledních hodinách, několik vajec do hostitelova hnízda. V Africe ale musí nejdříve samec odlákat sedícího jedince, aby samice mohla do hnízda zasednout.
Po krátké době se vylíhnou holá a slepá ptáčata. Kůže mladých kukaček černobílých ztmavne do růžové až purpurově hnědé během několika dalších dní. Na rozdíl od jiných druhů kukaček, například kukačky obecné, mláďata kukačky černobílé ostatní vejce z hnízd nevyhazují. Avšak mnohdy přitahují nejvíce pozornosti rodičů, kteří pak svá mláďata nekrmí a ta umírají hlady.
Dospělé kukačky se živí hmyzem, včetně ochlupených housenek, nebo také ovocem.